# Ismaïl Aissati
Ismaïl Aissati (Utrecht, 6 agosto 1988) è un allenatore di calcio ed ex calciatore olandese naturalizzato marocchino, di ruolo centrocampista, commissario tecnico in seconda della nazionale Under-17 olandese e tecnico in seconda delle giovanili dell'Ajax.

## Carriera

### Club

#### Inizi: PSV e Twente
Cresciuto nel PSV, nel 2005 è stato inserito in prima squadra. Ha debuttato in campionato il 28 agosto 2005, in Roda JC-PSV (0-3), subentrando a Phillip Cocu al minuto 88. Il 19 ottobre 2005, all'età di 17 anni e 64 giorni, ha fatto il proprio esordio in Champions League, disputando l'incontro Milan-PSV (0-0). Il 17 gennaio 2007 si è trasferito in prestito al Twente. Il debutto con i Reds è avvenuto il successivo 20 gennaio, nell'incontro di campionato RKC Waalwijk-Twente (1-2). Rientrato al PSV nell'estate 2007, ha disputato con i Boeren 20 incontri nella stagione 2007-2008.

#### Ajax e Vitesse
Il 21 luglio 2008 è stato ufficializzato il suo trasferimento all'Ajax. Ha debuttato con i Lancieri il 22 febbraio 2009, nell'incontro di campionato Ajax-Volendam (2-1), subentrando a Robbert Schilder al minuto 60. Il 25 agosto viene ufficializzata la cessione in prestito fino al termine della stagione al Vitesse. Il debutto con il club giallonero è avvenuto il successivo 29 agosto, nell'incontro di campionato Feyenoord-Vitesse (4-0). Ha collezionato in totale, con il club giallonero, 30 presenze e 6 reti. Nell'estate 2012 è rientrato all'Ajax. Inizialmente aggregato allo Jong Ajax, con cui ha totalizzato 11 presenze e una rete, il 27 novembre è tornato fra i convocati in prima squadra ed ha disputato l'incontro di campionato NEC Nijmegen-Ajax (0-3). Ha militato nelle file dei Lancieri fino al termine della stagione, totalizzando 18 presenze e 2 reti.

#### Antalyaspor e Terek Groznyj
Il 18 agosto 2012 è stato ufficializzato il suo trasferimento all'Antalyaspor, club turco. Ha debuttato con la nuova maglia il successivo 27 agosto, nell'incontro di campionato Antalyaspor-Kayserispor (3-0), subentrando ad Emrah Başsan al minuto 81. Ha militato nelle file degli scorpioni fino al settembre 2014, totalizzando 5 reti in 40 incontri disputati. Il 5 settembre è stato ufficializzato il suo trasferimento al Terek Grozny, club russo. Il debutto con la nuova maglia è avvenuto il 14 settembre 2013, nell'incontro di campionato Zenit San Pietroburgo-Terek Grozny (2-0). Ha militato nel club fino al 2017, totalizzando 69 presenze e 2 reti.

#### Ritorno all'Antalyaspor e Balikesirspor
Il 28 luglio 2016 viene ufficializzato il ritorno all'Antalyaspor, club in cui aveva già militato fra il 2012 e il 2013. Il nuovo debutto con gli scorpioni è avvenuto il 20 agosto 2016, nell'incontro di campionato Besiktas-Antalyaspor (4-1). Ha militato nel club biancorosso per una stagione, collezionando un totale di 12 presenze. Il 7 settembre 2017 è passato al Balikesirspor. Ha debuttato con la nuova maglia il successivo 19 settembre, nell'incontro di Türkiye Kupası Balikesirspor-Kars 36 Spor (6-7 dtr). Ha militato nel club biancorosso fino al gennaio 2018, disputando un totale di 14 incontri.

#### Denizlispor e Adana Demispor
Il 31 gennaio 2018 è passato al Denizlispor. Il debutto con la nuova maglia è avvenuto il 4 febbraio 2018, nell'incontro di campionato Denizlispor-Eskişehirspor (0-2). Ha militato nel club neroverde fino al gennaio 2021, collezionando in totale 93 presenze e 3 reti. Il 7 gennaio 2021 è stato ufficializzato il suo trasferimento all'Adana Demirspor. Il debutto con la nuova maglia è avvenuto il 23 gennaio 2021, nell'incontro di campionato Adana Demirspor-Bursaspor (1-2). Nel marzo 2021 ha risolto consensualmente il proprio contratto. Il 25 agosto 2021 viene ingaggiato dal Denizlispor, tornando così nel club neroverde dopo otto mesi. A fine stagione 2022-2023 deciderà di ritirarsi ufficialmente dalle attività agonistiche.

### Nazionale
Ha fatto parte delle selezioni giovanili dei Paesi Bassi: dal 2002 al 2003 ha giocato con la selezione Under-15, mentre dal 2005 al 2008 con la selezione Under-21. Con la selezione Under-21 ha partecipato agli Europei 2006 e 2007. Nel 2010 ha scelto di giocare per la Nazionale marocchina. Ha debuttato con selezione marocchina il 10 agosto 2011, nell'amichevole Senegal-Marocco (0-2), subentrando ad Oussama Assaidi al minuto 70. Con la selezione marocchina ha partecipato alle qualificazioni alla Coppa d'Africa 2012. Ha collezionato, in totale, con la maglia del Marocco, due presenze.

### Allenatore
Appena dopo essersi ritirato, è divenuto vice commissario tecnico della Nazionale Under-17 olandese.

## Statistiche

### Presenze e reti nei club
Statistiche aggiornate al 30 giugno 2022.
| Stagione             | Squadra              | Campionato           | Campionato | Campionato | Coppe nazionali | Coppe nazionali | Coppe nazionali | Coppe continentali | Coppe continentali | Coppe continentali | Altre coppe | Altre coppe | Altre coppe | Totale | Totale |
| Stagione             | Squadra              | Comp                 | Pres       | Reti       | Comp            | Pres            | Reti            | Comp               | Pres               | Reti               | Comp        | Pres        | Reti        | Pres   | Reti   |
| -------------------- | -------------------- | -------------------- | ---------- | ---------- | --------------- | --------------- | --------------- | ------------------ | ------------------ | ------------------ | ----------- | ----------- | ----------- | ------ | ------ |
| 2005-2006            | PSV                  | E                    | 18         | 2          | KNVB            | 2               | 0               | UCL                | 6                  | 0                  | -           | -           | -           | 26     | 2      |
| 2006-gen. 2007       | PSV                  | E                    | 10         | 1          | KNVB            | 2               | 0               | UCL                | 5                  | 0                  | JCS         | 1           | 0           | 18     | 1      |
| Totale PSV           | Totale PSV           | Totale PSV           | 28         | 3          |                 | 4               | 0               |                    | 11                 | 0                  |             | 1           | 0           | 44     | 3      |
| gen.-giu. 2007       | Twente               | E                    | 14+1       | 1+0        | KNVB            | 0               | 0               | Intertoto+UEFA     | 0+0                | 0+0                | -           | -           | -           | 15     | 1      |
| 2007-2008            | PSV                  | E                    | 16         | 0          | KNVB            | 0               | 0               | UCL+UEFA           | 3+0                | 0+0                | JCS         | 1           | 0           | 20     | 0      |
| 2008-2009            | Ajax                 | E                    | 9          | 1          | KNVB            | 0               | 0               | UEFA               | 2                  | 0                  | -           | -           | -           | 11     | 1      |
| 2009-2010            | Ajax                 | E                    | 14         | 3          | KNVB            | 2               | 2               | EL                 | 2                  | 0                  | -           | -           | -           | 18     | 5      |
| giu.-ago. 2010       | Ajax                 | E                    | 2          | 0          | KNVB            | 0               | 0               | UCL+EL             | 0+0                | 0+0                | -           | -           | -           | 2      | 0      |
| Totale Ajax          | Totale Ajax          | Totale Ajax          | 25         | 4          |                 | 2               | 2               |                    | 4                  | 0                  |             | -           | -           | 31     | 6      |
| 2010-2011            | Vitesse              | E                    | 27         | 4          | KNVB            | 3               | 2               | -                  | -                  | -                  | -           | -           | -           | 30     | 6      |
| 2011-2012            | Ajax                 | E                    | 16         | 2          | KNVB            | 1               | 0               | EL                 | 1                  | 0                  | -           | -           | -           | 18     | 2      |
| 2012-2013            | Antalyaspor          | SL                   | 31         | 3          | TK              | 7               | 2               | -                  | -                  | -                  | -           | -           | -           | 38     | 5      |
| giu.-set. 2013       | Antalyaspor          | SL                   | 2          | 0          | TK              | 0               | 0               | -                  | -                  | -                  | -           | -           | -           | 2      | 0      |
| Totale Antalyaspor   | Totale Antalyaspor   | Totale Antalyaspor   | 33         | 3          |                 | 7               | 2               |                    | -                  | -                  |             | -           | -           | 40     | 5      |
| 2013-2014            | Terek Groznyj        | PL                   | 13         | 0          | KR              | 0               | 0               | -                  | -                  | -                  | -           | -           | -           | 13     | 0      |
| 2014-2015            | Terek Groznyj        | PL                   | 24         | 0          | KR              | 1               | 1               | -                  | -                  | -                  | -           | -           | -           | 25     | 1      |
| 2015-2016            | Terek Groznyj        | PL                   | 28         | 1          | KR              | 3               | 0               | -                  | -                  | -                  | -           | -           | -           | 31     | 1      |
| Totale Terek Groznyj | Totale Terek Groznyj | Totale Terek Groznyj | 65         | 1          |                 | 4               | 1               |                    | -                  | -                  |             | -           | -           | 69     | 2      |
| 2016-2017            | Antalyaspor          | SL                   | 12         | 0          | TK              | 0               | 0               | -                  | -                  | -                  | -           | -           | -           | 12     | 0      |
| 2017-gen. 2018       | Balıkesirspor        | SL                   | 13         | 0          | TK              | 1               | 0               | -                  | -                  | -                  | -           | -           | -           | 14     | 0      |
| gen.-giu. 2018       | Denizlispor          | TFF1L                | 13         | 0          | TK              | 0               | 0               | -                  | -                  | -                  | -           | -           | -           | 13     | 0      |
| 2018-2019            | Denizlispor          | TFF1L                | 33         | 3          | TK              | 0               | 0               | -                  | -                  | -                  | -           | -           | -           | 33     | 3      |
| 2019-2020            | Denizlispor          | SL                   | 33         | 0          | TK              | 1               | 0               | -                  | -                  | -                  | -           | -           | -           | 34     | 0      |
| 2020-gen. 2021       | Denizlispor          | SL                   | 13         | 0          | TK              | 0               | 0               | -                  | -                  | -                  | -           | -           | -           | 13     | 0      |
| Totale Denizlispor   | Totale Denizlispor   | Totale Denizlispor   | 92         | 3          |                 | 1               | 0               |                    | -                  | -                  |             | -           | -           | 93     | 3      |
| gen.-mar. 2021       | Adana Demirspor      | TFF1L                | 4          | 0          | TK              | 1               | 0               | -                  | -                  | -                  | -           | -           | -           | 5      | 0      |
| 2021-2022            | Denizlispor          | TFF1L                | 22         | 0          | TK              | 1               | 0               | -                  | -                  | -                  | -           | -           | -           | 23     | 0      |
| 2022-2023            | Denizlispor          | TFF1L                | 0          | 0          | TK              | 0               | 0               | -                  | -                  | -                  | -           | -           | -           | 0      | 0      |
| Totale Denizlispor   | Totale Denizlispor   | Totale Denizlispor   | 22         | 0          |                 | 1               | 0               |                    | -                  | -                  |             | -           | -           | 23     | 0      |
| Totale carriera      | Totale carriera      | Totale carriera      | 368        | 21         |                 | 25              | 7               |                    | 18                 | 0                  |             | 2           | 0           | 413    | 28     |

### Cronologia presenze e reti in nazionale
| Cronologia completa delle presenze e delle reti in nazionale ― Marocco | Cronologia completa delle presenze e delle reti in nazionale ― Marocco | Cronologia completa delle presenze e delle reti in nazionale ― Marocco | Cronologia completa delle presenze e delle reti in nazionale ― Marocco | Cronologia completa delle presenze e delle reti in nazionale ― Marocco | Cronologia completa delle presenze e delle reti in nazionale ― Marocco | Cronologia completa delle presenze e delle reti in nazionale ― Marocco | Cronologia completa delle presenze e delle reti in nazionale ― Marocco |
| Data                                                                   | Città                                                                  | In casa                                                                | Risultato                                                              | Ospiti                                                                 | Competizione                                                           | Reti                                                                   | Note                                                                   |
| ---------------------------------------------------------------------- | ---------------------------------------------------------------------- | ---------------------------------------------------------------------- | ---------------------------------------------------------------------- | ---------------------------------------------------------------------- | ---------------------------------------------------------------------- | ---------------------------------------------------------------------- | ---------------------------------------------------------------------- |
| 10-8-2011                                                              | Dakar                                                                  | Senegal                                                                | 0 – 2                                                                  | Marocco                                                                | Amichevole                                                             | -                                                                      | 70’                                                                    |
| 4-9-2011                                                               | Bangui                                                                 | Rep. Centrafricana                                                     | 0 – 0                                                                  | Marocco                                                                | Qual. Coppa d'Africa 2012                                              | -                                                                      | 80’                                                                    |
| Totale                                                                 |                                                                        | Presenze                                                               | 2                                                                      |                                                                        | Reti                                                                   | 0                                                                      |                                                                        |

## Palmarès

### Club

#### Competizioni nazionali
- Campionato olandese: 3

PSV Eindhoven: 2005-2006, 2007-2008
Ajax: 2011-2012
- Coppa dei Paesi Bassi: 1

Ajax: 2009-2010
- TFF 1. Lig: 1

Denizlispor: 2018-2019